# سیلورتاون
longitudeسیلورتاونlatitudeسیلورتاون
سیلورتاون (به انگلیسی: Silvertown) یک ناحیه در لندن است که در منطقه نیوهام لندن واقع شده‌است.

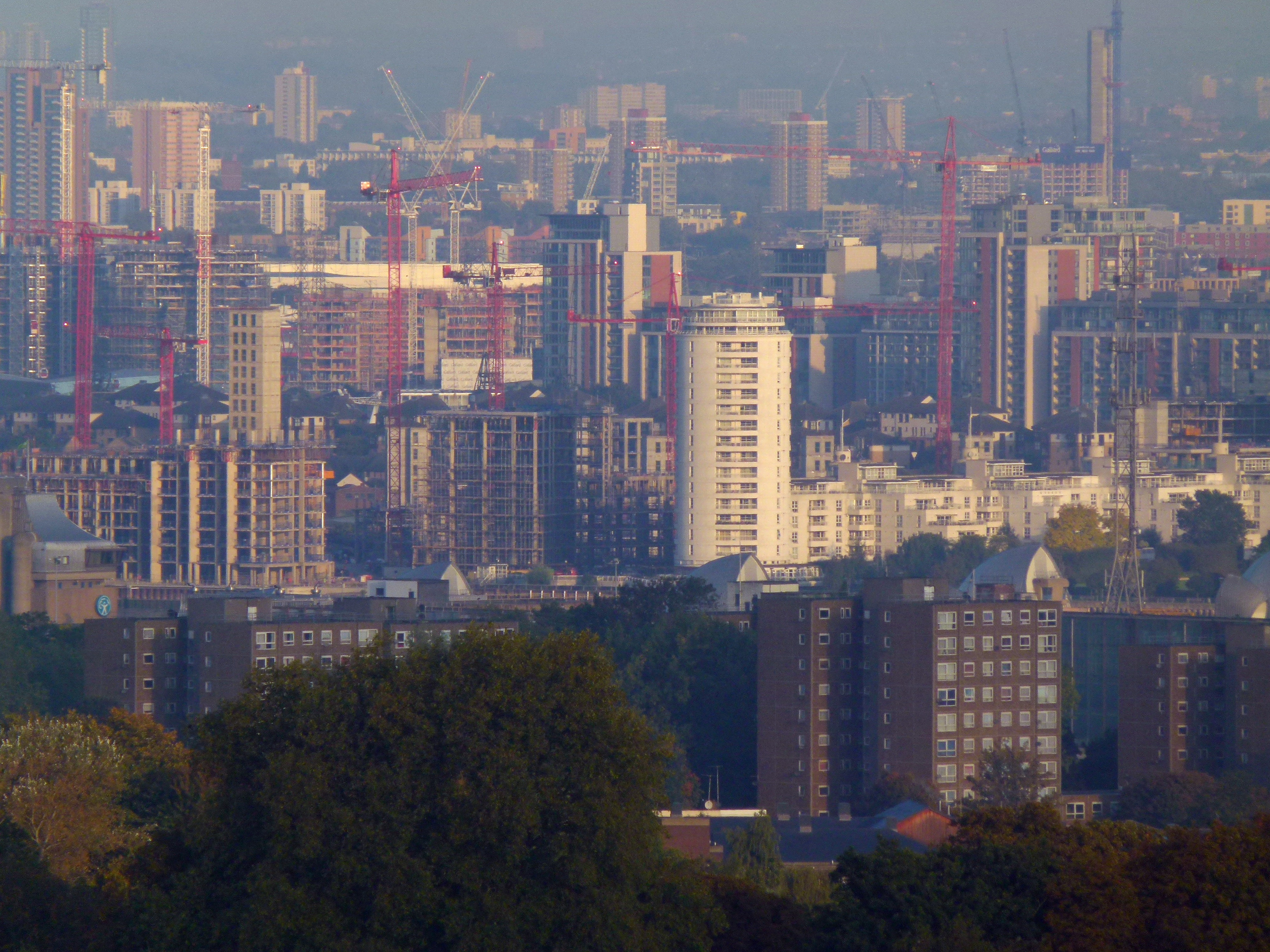